# برگه ۱۴
برگه ۱۴ (به انگلیسی: Breguet 14) یک هواگرد ساختِ کارخانهٔ برگه اویاسیون در کشور فرانسه است که در سال ۱۹۱۶–۱۹۲۸ ساخته شد. این هواگرد برای نخستین بار در ۲۱ نوامبر ۱۹۱۶ میلادی مورد استفاده قرار گرفت.